# Cédric Mathy
Cédric Mathy, (Ixelles, 2 de febrer de 1970) va ser un ciclista belga, especialista en la pista. Del seu palmarès destaca una medalla de bronze als Jocs Olímpics de Barcelona.
Està casat amb la també ciclista Kristel Werckx.

## Palmarès en pista
- 1992
  -  Medalla de bronze als Jocs Olímpics del 1992 en Puntuació